# Chilson
 (septembre 2023).
Chilson est une paroisse civile et un hameau de l'Oxfordshire, en Angleterre.